# 2008년 오리콘 1위 싱글 목록
일본에서 한 주간 가장 많이 팔린 싱글은 오리콘 주간 차트에 실리며, 이 차트는 오리콘이 발행하는 잡지 《오리스타》에 개제된다. 판매량은 한 주 동안의 각 싱글의 판매량을 기준으로 오리콘이 종합한다.

## 차트 기록
| 발행일    | 싱글                                          | 가수                       | 참고                      |
| --------- | --------------------------------------------- | -------------------------- | ------------------------- |
| 1월 7일   | (미발표)                                      | (미발표)                   |                           |
| 1월 14일  | 「弾丸ファイター」                            | SMAP                       | 2주 연속                  |
| 1월 21일  | 「MIRAGE」                                    | AAA                        |                           |
| 1월 28일  | 「Purple Line」                               | 동방신기                   |                           |
| 2월 4일   | 「オーダーメイド」                            | RADWIMPS                   |                           |
| 2월 11일  | 「そばにいるね」                              | 아오야마 텔마 feat. SoulJa |                           |
| 2월 18일  | 「LIPS」                                      | KAT-TUN                    | 2008년 2월 1위            |
| 2월 25일  | 「あなたがここにいたら」                      | 포르노그라피티             |                           |
| 3월 3일   | 「Step and Go」                               | 아라시                     | 2008년 3월 1위            |
| 3월 10일  | 「太陽のナミダ」                              | NEWS                       |                           |
| 3월 17일  | 「そのまま／White Message」                   | SMAP                       |                           |
| 3월 24일  | 「ワッハッハー」                              | 칸쟈니∞                    |                           |
| 3월 31일  | 「60s 70s 80s」                               | 아무로 나미에              |                           |
| 4월 7일   | 「オレじゃなきゃ、キミじゃなきゃ」            | 20th Century               |                           |
| 4월 14일  | 「DRINK IT DOWN」                             | L'Arc~en~Ciel              |                           |
| 4월 21일  | 「Mirrorcle World」                           | 하마사키 아유미            |                           |
| 4월 28일  | 「BURN -フメツノフェイス-」                   | B'z                        |                           |
| 5월 5일   | 「Beautiful you/千年恋歌」                    | 동방신기                   |                           |
| 5월 12일  | 「No more」                                   | 마이즈 츠카사              |                           |
| 5월 19일  | 「SUMMER TIME」                               | NEWS                       |                           |
| 5월 26일  | 「DON'T U EVER STOP」                         | KAT-TUN                    | 2008년 5월 1위            |
| 6월 2일   | 「Dreams come true」                          | Hey! Say! JUMP             |                           |
| 6월 9일   | 「キセキ」                                    | GReeeeN                    | 2주 연속, 2008년 6월 1위  |
| 6월 16일  | 「キセキ」                                    | GReeeeN                    | 2주 연속, 2008년 6월 1위  |
| 6월 23일  | 「VERB」                                      | GLAY                       |                           |
| 6월 30일  | 「アイアイ傘」                                | 테고마스                   |                           |
| 7월 7일   | 「One Love」                                  | 아라시                     | 2008년 7월 1위            |
| 7월 14일  | 「SUMMER SONG」                               | YUI                        |                           |
| 7월 21일  | 「love the world」                            | Perfume                    |                           |
| 7월 28일  | 「どうして君を好きになってしまったんだろう?」 | 동방신기                   |                           |
| 8월 4일   | 「Your Seed/冒険ライダー」                    | Hey! Say! JUMP             |                           |
| 8월 11일  | 「GIFT」                                      | Mr.Children                |                           |
| 8월 18일  | 「I AM YOUR SINGER」                          | 사잔 올 스타즈             | 2008년 8월 1위            |
| 8월 25일  | 「この瞬間、きっと夢じゃない」                | SMAP                       |                           |
| 9월 1일   | 「truth/風の向こうへ」                        | 아라시                     | 2008년 1위 2008년 9월 1위 |
| 9월 8일   | 「Secret Code」                               | KinKi Kids                 |                           |
| 9월 15일  | 「HANABI」                                    | Mr.Children                | 2주 연속                  |
| 9월 22일  | 「HANABI」                                    | Mr.Children                | 2주 연속                  |
| 9월 29일  | 「LIGHT IN YOUR HEART/Swing!」                | V6                         |                           |
| 10월 6일  | 「The Birthday 〜Ti Amo〜」                   | EXILE                      | 2008년 10월 1위           |
| 10월 13일 | 「Happy Birthday」                            | NEWS                       |                           |
| 10월 20일 | 「TABOO」                                     | 코다 쿠미                  |                           |
| 10월 27일 | 「呪文-MIROTIC-」                             | 동방신기                   |                           |
| 11월 3일  | 「真夜中のシャドーボーイ」                    | Hey! Say! JUMP             |                           |
| 11월 10일 | 「無責任ヒーロー」                            | 칸쟈니∞                    |                           |
| 11월 17일 | 「Beautiful Days」                            | 아라시                     | 2008년 11월 1위           |
| 11월 24일 | 「連れてって 連れてって」                     | DREAMS COME TRUE           |                           |
| 12월 1일  | 「儚くも永久のカナシ」                        | UVERworld                  |                           |
| 12월 8일  | 「LAST CHRISTMAS」                            | EXILE                      |                           |
| 12월 15일 | 「White X'mas」                               | KAT-TUN                    | 2008년 12월 1위           |
| 12월 22일 | 「弱虫サンタ」                                | 슈치신                     |                           |
| 12월 29일 | 「Days/GREEN」                                | 하마사키 아유미            |                           |

## 특이 사항
- 2008년 1월 1위곡은 스기모토마사토의 「吾亦紅」이다.
- 2008년 4월 1위곡은 슈치신의 「羞恥心」이다.

## 연간 TOP 10
※ 집계: 2007년 12월 24일 - 2008년 12월 15일
- 1위: 아라시 「truth/風の向こうへ」
- 2위: 아라시 「One Love」
- 3위: 사잔 올 스타즈 「I AM YOUR SINGER」
- 4위: GReeeeN 「キセキ」
- 5위: 슈치신 「羞恥心」
- 6위: Mr.Children 「HANABI」
- 7위: 아오야마 텔마 feat.SoulJa 「そばにいるね」
- 8위: KAT-TUN 「DON'T U EVER STOP」
- 9위: KAT-TUN 「LIPS」
- 10위: 아라시 「Beautiful days」